# Фрумоаса (Сучава)
Фрумоаса (рум. Frumoasa) — село у повіті Сучава в Румунії. Входить до складу комуни Моара.
Село розташоване на відстані 351 км на північ від Бухареста, 7 км на південний захід від Сучави, 115 км на північний захід від Ясс.

## Населення
За даними перепису населення 2002 року у селі проживала 191 особа.
Національний склад населення села:
| Національність | Кількість осіб | Відсоток |
| -------------- | -------------- | -------- |
| румуни         | 182            | 95,3%    |
| поляки         | 9              | 4,7%     |

Рідною мовою назвали:
| Мова      | Кількість осіб | Відсоток |
| --------- | -------------- | -------- |
| румунська | 182            | 95,3%    |
| польська  | 9              | 4,7%     |